# أولد غريمسبي (كورنوال)
الد غريمسبي (بالإنجليزية: Old Grimsby)‏ هي قرية تقع في المملكة المتحدة في كورنوال.